# Jill Townsend
Jill Townsend (Santa Monica, 25 gennaio 1945) è un'attrice statunitense.

## Carriera
Vincitrice nel 1975 dell'Evening Standard British Film Awards come miglior attrice esordiente, si sposò nel 1971 con l'attore Nicol Williamson, dal quale ebbe un figlio, Luke. Divorziò nel 1977 e terminò la sua carriera di attrice nel 1985.
In seguito si trasferì in Inghilterra e, dopo aver studiato alla London School of Journalism, lavorò come giornalista per il Daily Mail, nella sezione finanziaria.
Tornata negli Stati Uniti nel 1989, ha lavorato nelle scuole per poi diventare imprenditrice.

## Filmografia parziale

### Cinema
- Il fantasma ci sta (The Spirit Is Willing), regia di William Castle (1967)
- Il sanguinario (Sitting Target), regia di Douglas Hickox (1972)
- Lo stallone erotico (Alfie Darling), regia di Ken Hughes (1976)
- Sherlock Holmes: soluzione settepercento (The Seven-Per-Cent Solution), regia di Herbert Ross (1976)
- Alla 39ª eclisse (The Awakening), regia di Mike Newell (1980)

### Televisione
- Hawk l'indiano (Hawk) – serie TV, 1 episodio (1966)
- Agenzia U.N.C.L.E. (The Girl from U.N.C.L.E.) – serie TV, 1 episodio (1966)
- Cimarron Strip – serie TV, 23 episodi (1967-1968)
- Selvaggio west (The Wild Wild West) – serie TV, episodio 4x17 (1969)
- Bonanza – serie TV, 1 episodio (1969)
- Reporter alla ribalta (The Name of the Game) – serie TV, 1 episodio (1969)
- Il virginiano (The Virginian) – serie TV, episodio 8x14 (1969)
- Ironside – serie TV, 1 episodio (1970)
- Tre nipoti e un maggiordomo (Family Affair) – serie TV, episodio 4x24 (1970)
- The Golden Bowl – miniserie TV, 6 episodi (1972)
- The Gangster Show: The Resistible Rise of Arturo Ui, regia di Jack Gold (1972) – film TV
- Gli invincibili (The Protectors) – serie TV, episodi 2x08-2x09 (1973)
- L'ispettore Regan (The Sweeney) – serie TV, 1 episodio (1975)
- Spazio 1999 (Space: 1999) – serie TV, episodio 2x21 (1977)
- Poldark – serie TV, 27 episodi (1975-1977)
- Top Secret (Scarecrow and Mrs. King) – serie TV, 1 episodio (1985)